# Tanyptera (Tanyptera) mediana
Tanyptera (Tanyptera) mediana is een tweevleugelige uit de familie langpootmuggen (Tipulidae). De soort komt voor in het Palearctisch gebied.